# Sportclub Rist Wedel
O Sportclub Rist Wedel e.V. é um clube profissional de basquetebol baseado em Wedel, Alemanha que atualmente disputa a 2.Bundesliga ProB, correspondente à terceira divisão do país. Manda seus jogos no Steinberghalle com capacidade para 800 espectadores.

## Histórico de temporadas
| Temporada | Nível | Liga         | Pos. | Resultado         |
| --------- | ----- | ------------ | ---- | ----------------- |
| 2004-05   | 3     | Regionalliga | 3º   |                   |
| 2005-06   | 3     | Regionalliga | 5º   |                   |
| 2006-07   | 3     | Regionalliga | 6º   |                   |
| 2007-08   | 3     | Regionalliga | 4º   |                   |
| 2008-09   | 4     | Regionalliga | 1º   | Promovido campeão |
| 2009-10   | 3     | ProB         | 9º   |                   |
| 2010-11   | 3     | ProB         | 9º   |                   |
| 2011-12   | 3     | ProB         | 7º   | Oitavas de Finais |
| 2012-13   | 3     | ProB         | 2º   | Quartas de finais |
| 2013-14   | 3     | ProB         | 2º   | Semifinalista     |
| 2014–15   | 3     | ProB         | 2º   | Finalista         |
| 2015–16   | 3     | ProB         | 10º  |                   |
| 2016–17   | 3     | ProB         | 8º   | Oitavas de Finais |
| 2017-18   | 3     | ProB         | 9º   |                   |
| 2018-19   | 3     | ProB         | 3º   |                   |
| 2019-20   | 3     | ProB         | 8º   |                   |
| 2020-21   | 3     | ProB         | 10º  |                   |
| 2021-22   | 3     | ProB         | 4º   | Quartas de finais |
| 2022-23   | 3     | ProB         | 11º  |                   |
| 2023-24   | 3     | ProB         | 5º   |                   |
| 2024-25   | 3     | ProB         | 6º   | Quartas de finais |
| 2025-26   | 3     | ProB         |      |                   |

## Títulos

### 2.Bundesliga ProB
- Finalista (1):2014-15

### Regionalliga Norte
- Campeão (1):2008-09